# Cerithideopsis scalariformis
Cerithideopsis scalariformis is een slakkensoort uit de familie van de Potamididae. De wetenschappelijke naam van de soort is voor het eerst geldig gepubliceerd in 1825 door Say als Pirena scalariformis.